# Nepenthes thorelii
Nepenthes thorelii är en tvåhjärtbladig växtart som beskrevs av Paul Lecomte. Nepenthes thorelii ingår i släktet Nepenthes och familjen Nepenthaceae. Inga underarter finns listade i Catalogue of Life.

## Bildgalleri

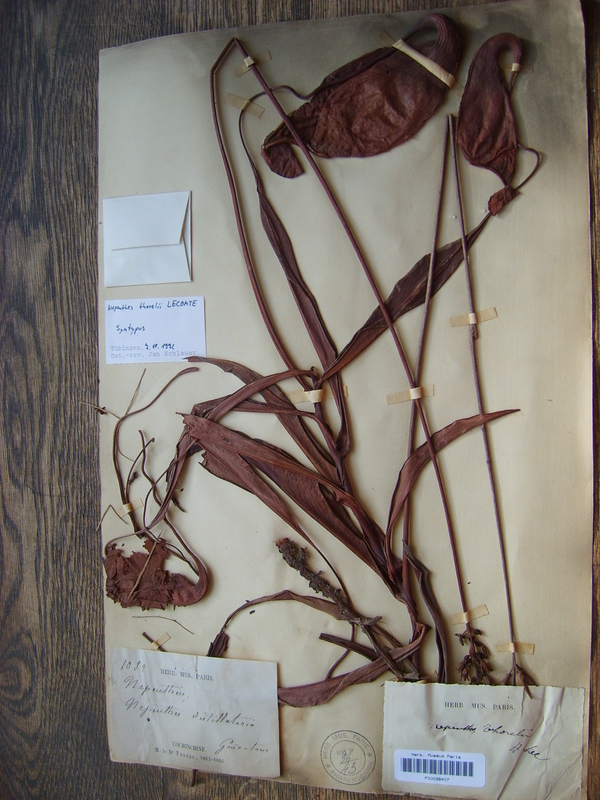
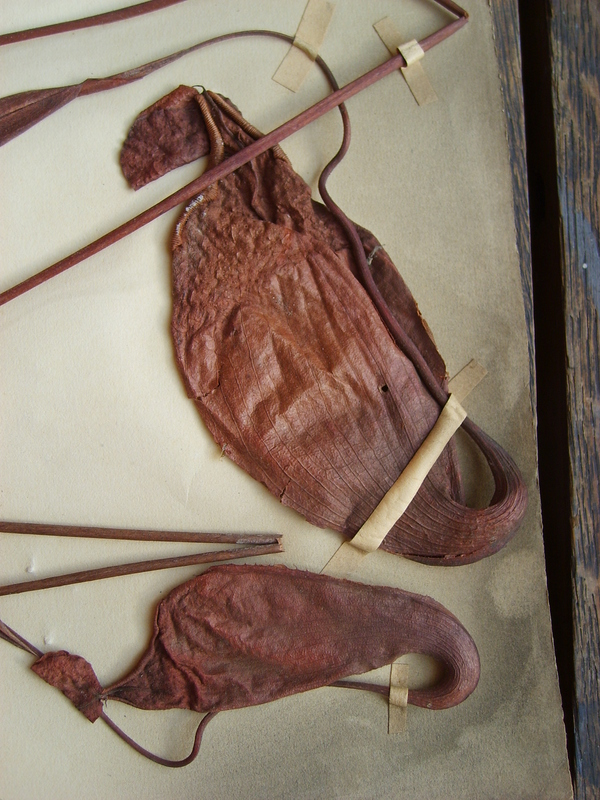
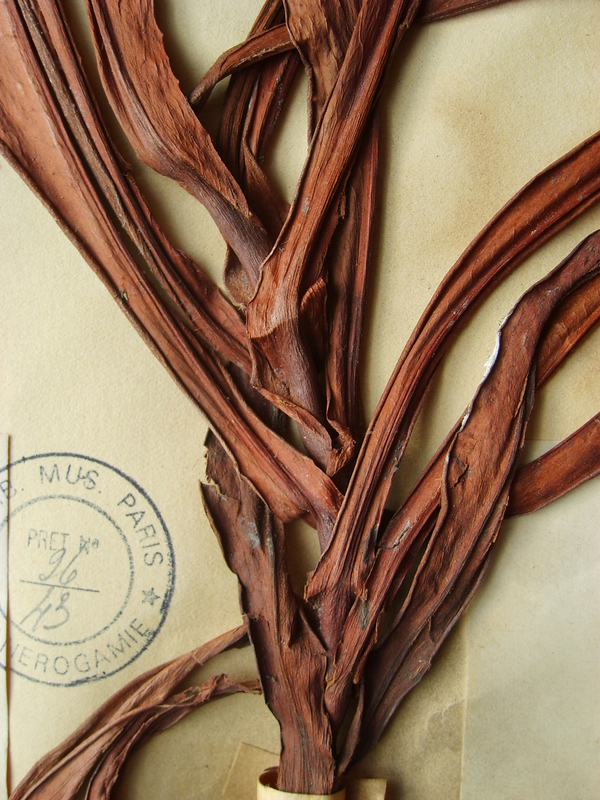
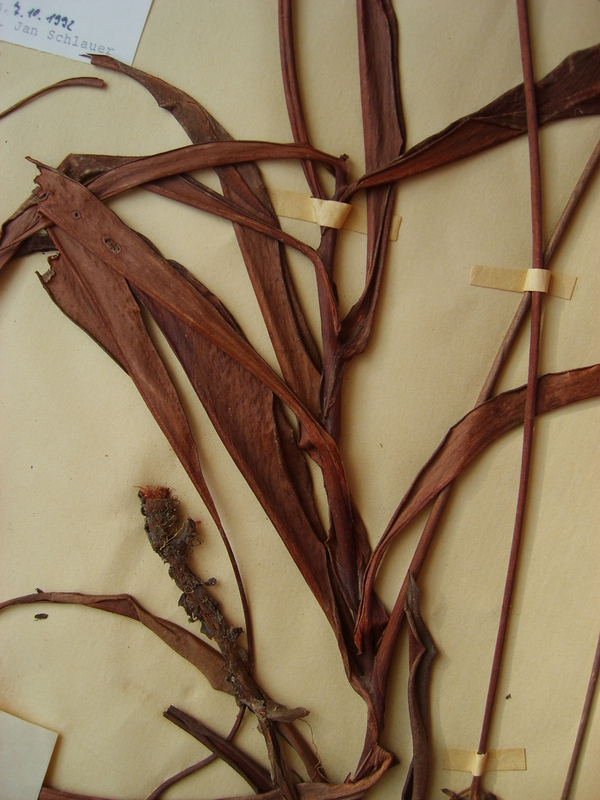
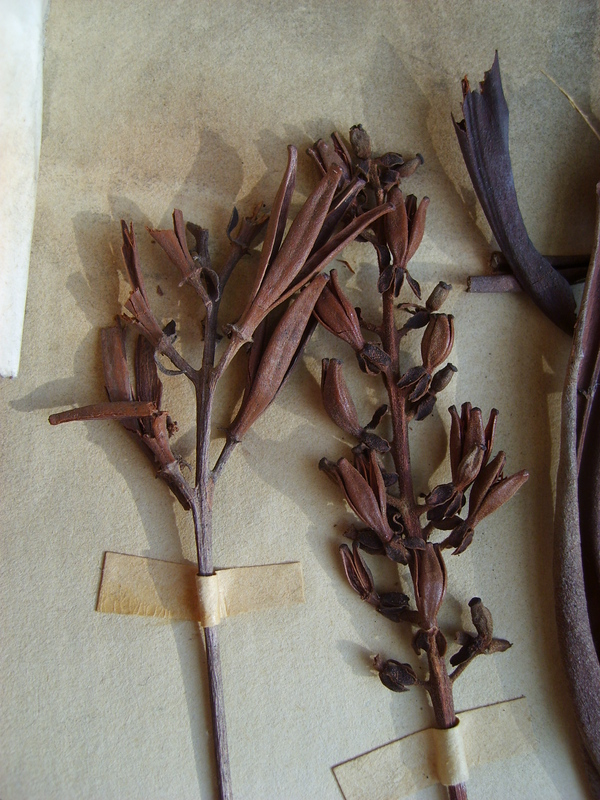
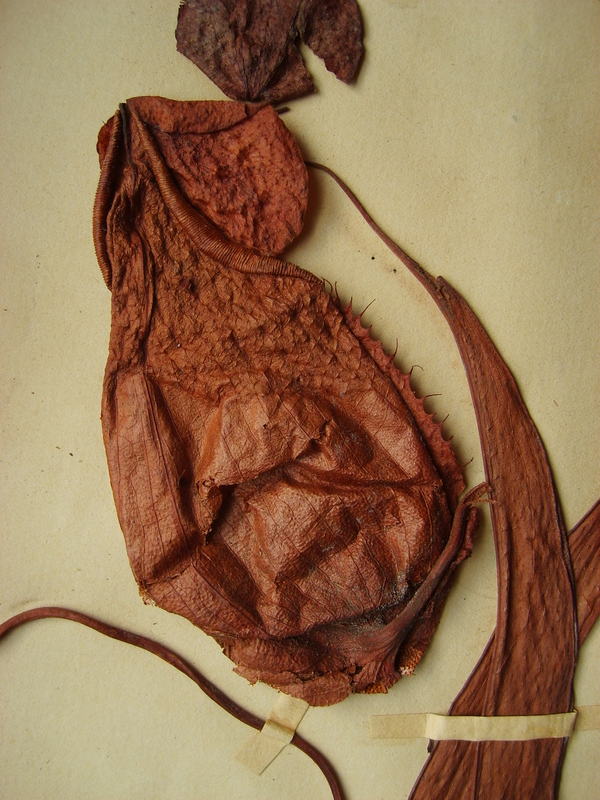